# 3V (Unternehmen)
Die 3V Tech S.p.A. ist ein italienischer Chemie- und Anlagenbaukonzern. Er besteht aus dem Chemieunternehmen 3V Sigma, 3V Green Eagle, sowie dem Verfahrenstechnikhersteller 3V Tech. 3V Green Eagle stellt Abwasser- und Schlammbehandlungsanlagen her, 3V Sigma produziert Kunststoffadditive.
1976 gründete 3V Cogeim und begann mit der Herstellung von Geräten (Druckfilter, Vakuumtrockner und Strahlmühlen) für die chemische Industrie. Mit der Übernahme von Mabo, Glasscoat und Consito wird heute ein breites Spektrum an Anlagen angeboten.